# デュアン・ビロウ
デュアン・アーサー・ビロウ（Duane Arthur Below, 1985年11月15日 - ）は、アメリカ合衆国・ミシガン州レンアウェイ郡ブリットン出身のプロ野球選手（投手）。左投左打。現在はフリーエージェント（FA）。

## 経歴

### プロ入りとタイガース時代
地元のブリットン・メイコン高校からレイクミシガン・カレッジ（コミュニティ・カレッジ）に進学、2006年のMLBドラフト19巡目（全体562位）でデトロイト・タイガースに指名された。同年は傘下のルーキー級ガルフ・コーストリーグ・タイガースで15試合、A-級オネオンタ・タイガースで2試合の合計17試合（先発6試合）に登板し、防御率は2.09であった。
2007年は、A級ウェストミシガン・ホワイトキャップスで26試合に先発し、13勝5敗・防御率2.97、145.2回を投げて160奪三振を挙げた。
2008年はA+級レイクランド・フライングタイガースで27試合（先発26試合）に登板し、9勝7敗・防御率4.46だった。
2009年はA+級レイクランドで6試合、AA級エリー・シーウルブズで2試合に先発登板し、防御率2.70だった。また、この年の6月5日にはトミー・ジョン手術を受けた。
2010年はAA級エリーで28試合に先発登板し、7勝12敗・防御率4.93だった。
2011年、メジャーに昇格し、7月20日のオークランド・アスレチックス戦（コメリカ・パーク）で先発し、5回を投げて自責点1、勝敗は付かなかった。この試合では6回に先頭の松井秀喜に日米通算500号となる本塁打を打たれた。この年は14試合に登板し、0勝2敗であった。
2012年は、タイガースの開幕25人枠に残った。4月7日のボストン・レッドソックス戦でダグ・フィスターをリリーフし、メジャー初勝利をあげた。翌日も延長11回に登板し、2勝目を挙げた。
2013年、スプリングトレーニングで不振となり、開幕ロースターには入ったものの、メジャーでの登板はなく、AAA級トレド・マッドヘンズで4試合に登板した。4月23日にDFAとなった。

### マーリンズ時代
2013年4月25日にウェイバー公示を経てマイアミ・マーリンズへ移籍し、傘下のAAA級ニューオーリンズ・ゼファーズへ配属された。マーリンズでは2試合に登板し、0勝1敗・防御率10.12だった。

### 起亜タイガース時代
2013年7月31日、退団した元福岡ソフトバンクホークスのアンソニー・レルーの代役として、韓国プロ野球の起亜タイガースと契約を結んだ。同年限りで、起亜タイガースを退団した。

### タイガース復帰
2013年12月11日、タイガースとマイナー契約を結んだ。2014年シーズン開幕前、左ひじの故障が判明した。2014年は、AAA級トレドで116.2回を投げて8勝5敗、右打者には.306 打たれたが、左打者を.219 と抑えた。

### メッツ傘下時代
2015年2月7日、ニューヨーク・メッツとマイナー契約を結んだ。開幕から傘下のAAA級ラスベガス・フィフティワンズに所属し、5月には週間最優秀投手に選ばれた。

### DeNA時代
2015年6月27日、身体検査合格を条件として横浜DeNAベイスターズと契約することに合意したことが球団より発表され、7月3日に正式に契約をした。背番号は42。9月6日に出場選手登録され、16日の対東京ヤクルトスワローズ戦で初登板・初先発したが、5四球と乱れ、1.1回で降板した。一軍登板はこの1試合だけに留まり、10月7日に戦力外通告を受けた。

### DeNA退団後
2015年12月12日にニューヨーク・メッツとマイナー契約を結ぶ。2016年は傘下のAAA級ラスベガス・フィフティワンズでプレー。
2017年からは独立リーグ・アトランティックリーグのサマセット・ペイトリオッツと契約し、2019年まで3年間在籍した。

## 詳細情報

### 年度別投手成績
| 年 度    | 球 団    | 登 板 | 先 発 | 完 投 | 完 封 | 無 四 球 | 勝 利 | 敗 戦 | セ 丨 ブ | ホ 丨 ル ド | 勝 率 | 打 者 | 投 球 回 | 被 安 打 | 被 本 塁 打 | 与 四 球 | 敬 遠 | 与 死 球 | 奪 三 振 | 暴 投 | ボ 丨 ク | 失 点 | 自 責 点 | 防 御 率 | W H I P |
| -------- | -------- | ----- | ----- | ----- | ----- | -------- | ----- | ----- | -------- | ----------- | ----- | ----- | -------- | -------- | ----------- | -------- | ----- | -------- | -------- | ----- | -------- | ----- | -------- | -------- | ------- |
| 2011     | DET      | 14    | 2     | 0     | 0     | 0        | 0     | 2     | 0        | 0           | .000  | 127   | 29.0     | 28       | 2           | 11       | 2     | 1        | 14       | 2     | 0        | 16    | 14       | 4.34     | 1.35    |
| 2012     | DET      | 27    | 1     | 0     | 0     | 0        | 2     | 1     | 0        | 0           | .667  | 189   | 46.1     | 49       | 6           | 8        | 0     | 1        | 29       | 1     | 1        | 25    | 20       | 3.88     | 1.23    |
| 2013     | MIA      | 2     | 0     | 0     | 0     | 0        | 0     | 1     | 0        | 0           | .000  | 15    | 2.2      | 6        | 0           | 2        | 1     | 0        | 2        | 0     | 0        | 3     | 3        | 10.13    | 3.00    |
| 2013     | 起亜     | 11    | 8     | 0     | 0     | 0        | 3     | 2     | 1        | 0           | .600  | 208   | 47.0     | 45       | 1           | 26       | 1     | 1        | 38       | 2     | 0        | 26    | 21       | 4.02     | 1.51    |
| 2015     | DeNA     | 1     | 1     | 0     | 0     | 0        | 0     | 1     | 0        | 0           | .000  | 11    | 1.1      | 2        | 0           | 5        | 0     | 0        | 0        | 0     | 0        | 5     | 5        | 33.75    | 5.25    |
| MLB：3年 | MLB：3年 | 43    | 3     | 0     | 0     | 0        | 2     | 4     | 0        | 0           | .333  | 331   | 78.0     | 83       | 8           | 21       | 3     | 2        | 45       | 3     | 1        | 44    | 37       | 4.27     | 1.33    |
| KBO：1年 | KBO：1年 | 11    | 8     | 0     | 0     | 0        | 3     | 2     | 1        | 0           | .600  | 208   | 47.0     | 45       | 1           | 26       | 1     | 1        | 38       | 2     | 0        | 26    | 21       | 4.02     | 1.51    |
| NPB：1年 | NPB：1年 | 1     | 1     | 0     | 0     | 0        | 0     | 1     | 0        | 0           | .000  | 11    | 1.1      | 2        | 0           | 5        | 0     | 0        | 0        | 0     | 0        | 5     | 5        | 33.75    | 5.25    |

- 2020年度シーズン終了時

### 記録
MLB
- 初登板・初先発：2011年7月20日、対オークランド・アスレチックス戦（コメリカ・パーク）、5回0/3 3失点
- 初奪三振：同上、3回表にジョシュ・ウィリンガムから見逃し三振
- 初勝利：2012年4月7日、対ボストン・レッドソックス戦（コメリカ・パーク）、4回表2死に2番手で救援登板、2回1/3を無失点

NPB
- 初登板・初先発：2015年9月16日、対東京ヤクルトスワローズ24回戦（明治神宮野球場）、1回1/3を2被安打5失点で敗戦投手

### 背番号
- 64 (2011年 - 2013年)
- 44 (2013年・起亜)
- 42 (2015年)